# Dólmen das Carniçosas

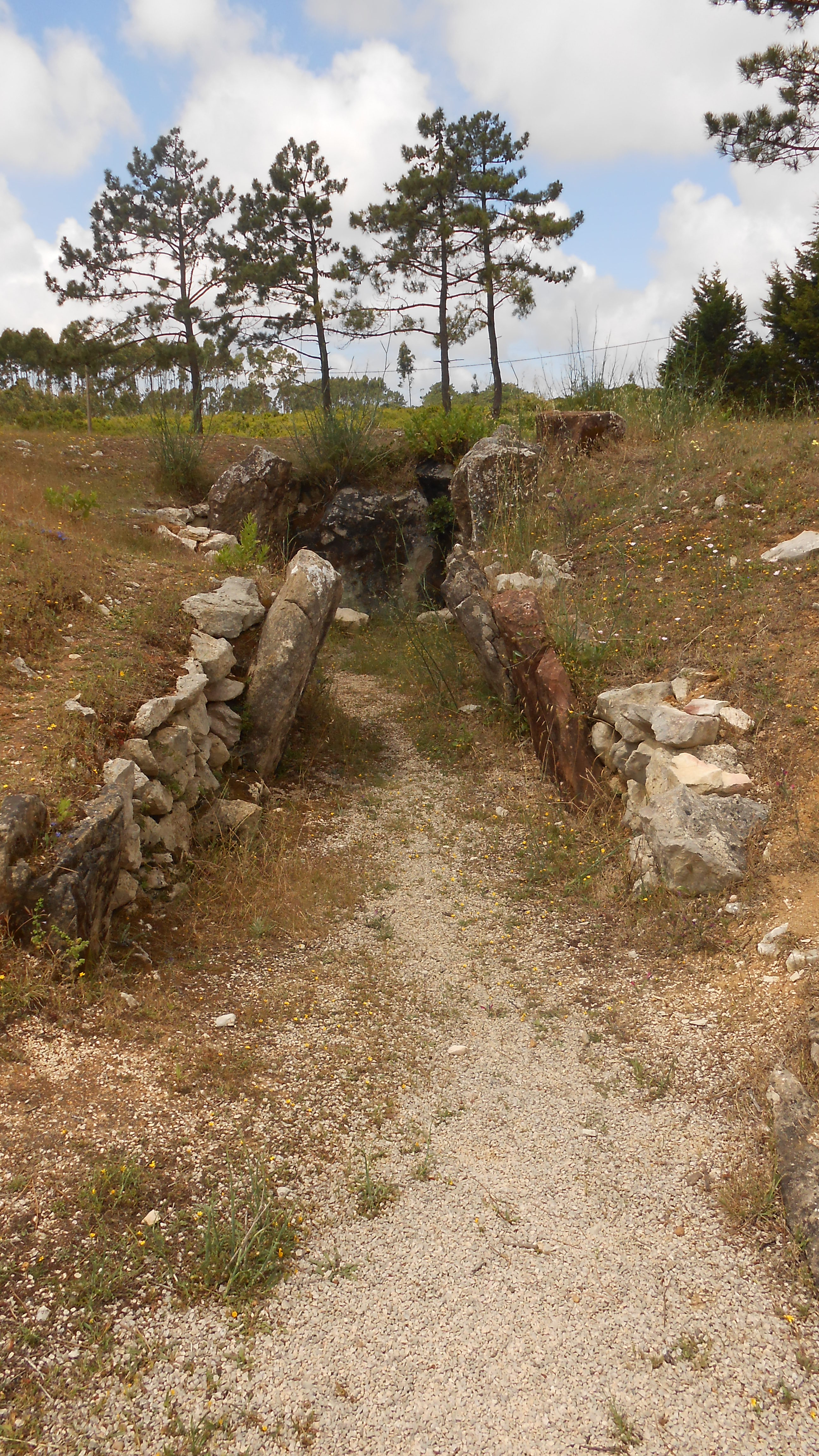
Vista para o interior do Dólmen das Carniçosas

O Dólmen das Carniçosas localiza-se na Serra das Alhadas, na freguesia de Alhadas, município de Figueira da Foz, fazendo parte dos Monumentos da Serra da Brenha classificados como Monumento Nacional, desde 1910.
É composto por átrio, corredor de acesso e câmara funerária. Podem ver-se o corredor e a câmara, limitados por grandes lajes de pedra.
Está edificado no cume da serra, sobre uma colina que é ela também um monumento funerário, no caso uma mamoa.
"Consta de uma galeria que mede cerca de 4,50 metros de comprimento, formada por dois renques de lajes de mediana altura erguidas paralelamente na distância de 1,75 metro, e de uma sala ou câmara poligonal, de cerca de 3 metros de diâmetro, limitada a Norte por cinco lajes que se apoiam umas contra as outras, cujas dimensões são em média de 2,10 metros de altura e 1,30 metro de largura e 0,30 metro de espessura."